# Municipio de Alma (Dakota del Norte)
El municipio de Alma (en inglés: Alma Township) es un municipio ubicado en el condado de Cavalier en el estado estadounidense de Dakota del Norte. En el año 2010 tenía una población de 30 habitantes y una densidad poblacional de 0,32 personas por km².

## Geografía
El municipio de Alma se encuentra ubicado en las coordenadas 48°40′27″N 98°7′19″O / 48.67417, -98.12194. Según la Oficina del Censo de los Estados Unidos, el municipio tiene una superficie total de 92.63 km², de la cual 92,39 km² corresponden a tierra firme y (0,26 %) 0,24 km² es agua.

## Demografía
Según el censo de 2010, había 30 personas residiendo en el municipio de Alma. La densidad de población era de 0,32 hab./km². De los 30 habitantes, el municipio de Alma estaba compuesto por el 100 % blancos. Del total de la población el 0 % eran hispanos o latinos de cualquier raza.